# Gjitonia
La "gjitonia" è una forma d'identità sociale presente nella regione storica diffusa arbëreshe, un vero e proprio sottogoverno locale condotto diretto e architettato dalle donne.
Si identifica come luogo dei cinque sensi, avente come protagonisti gruppi allargati entro cui si sostiene e identifica il ceppo originario del gruppo familiare allargato, per garantire il prosieguo identitario; il luogo della scuola per le nuove generazioni, dove nel corso dei secoli, madri sapienti distribuiscono il sapere antico, secondo le regole consuetudinarie, conservate armonicamente nei cinque sensi fatti di cuore e di memoria, il tutto, nel continuo confronto con le cose e gli avvenimenti delle società in evoluzione.
A oggi il processo di lasciti identitari, sono diffusamente interpretati secondo campanilismi di macroarea per cui ha abbandonato il modello allargato kannunuaano, per quello urbano e sempre con più lena discutibile preferisce spalmarsi nelle pieghe sociali metropolitane da cui trae sostentamento dagli anni settanta del secolo scorso.

## Etimologia
La parola gjitonia è una parola complessa che racchiude valori sociali di estrazione parentale dell'antica famiglia allargata arbëreshë; gjitonìa (oppure "luogo dei cinque sensi", gjitonë è "letteralmente il contrario del vicinato indigeno") Scesci I Passionatit, sito web. Le origini della gjitonia nei paesi del Sud Italia sono legate a tre elementi fondamentali di essenza materiale: il recinto che delimita lo spazio condiviso dalla famiglia, lo stato, ovvero la casa luogo di riunione e rifugio materiale e l'orto botanico, il luogo della farmacia. Un viaggio nei luoghi della regione storica .
Gjitonië viene dall'unione delle parole gjindëë tonë ("gente della stessa tonalità linguistica") (oppure in un'altra versione deriverebbe da gjithë tonë - tutto nostro -), ed è formata da due parole: Gji che indica le genti e tonië inteso in persone che riescono a far vibrare, negli ambiti vissuti, le tonalità dei cinque sensi e confermare l'appartenenza attraverso la metrica idiomatica.

## Aspetto architettonico-urbanistico

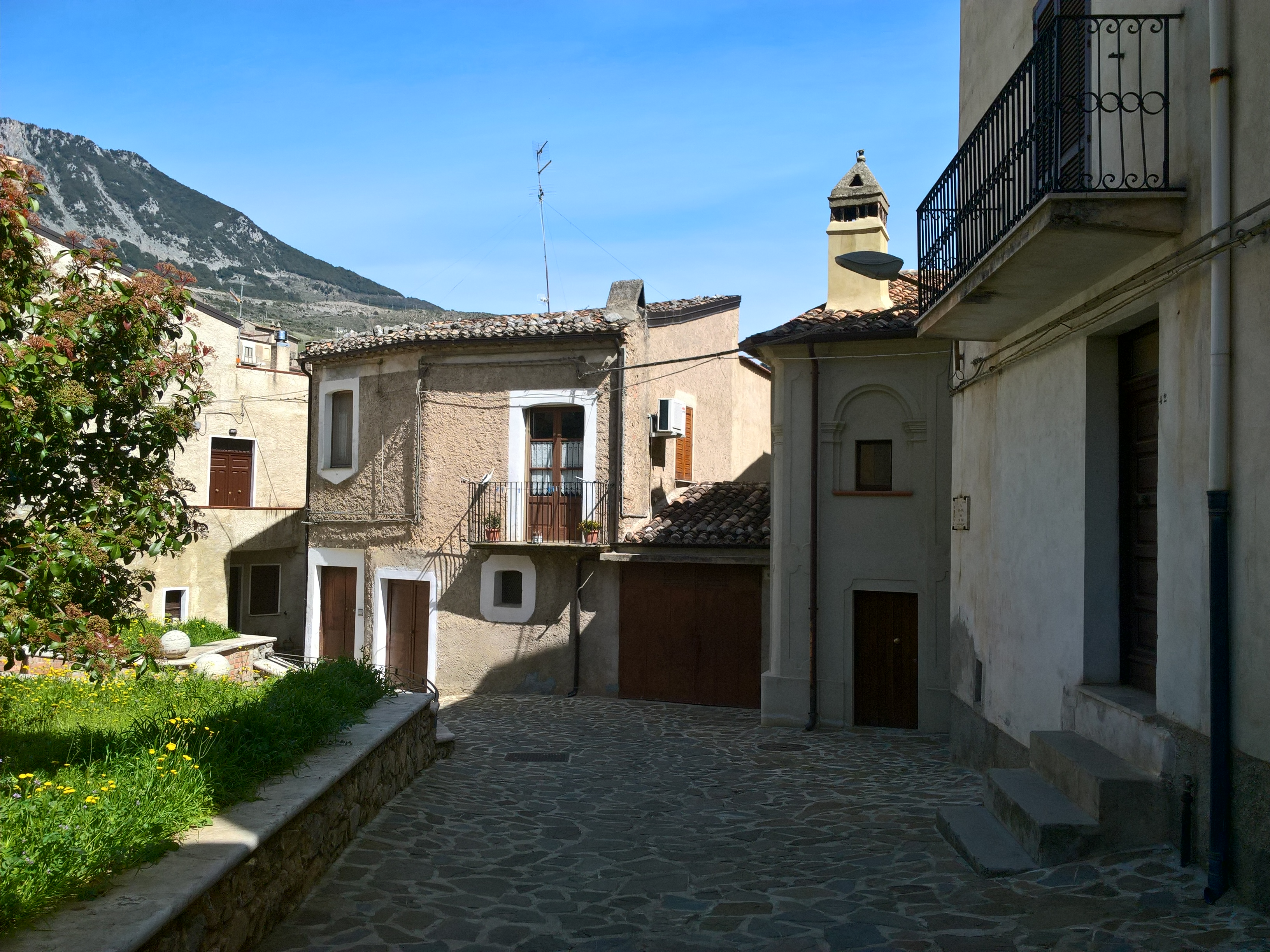
Uno scorcio di Civita, in Calabria

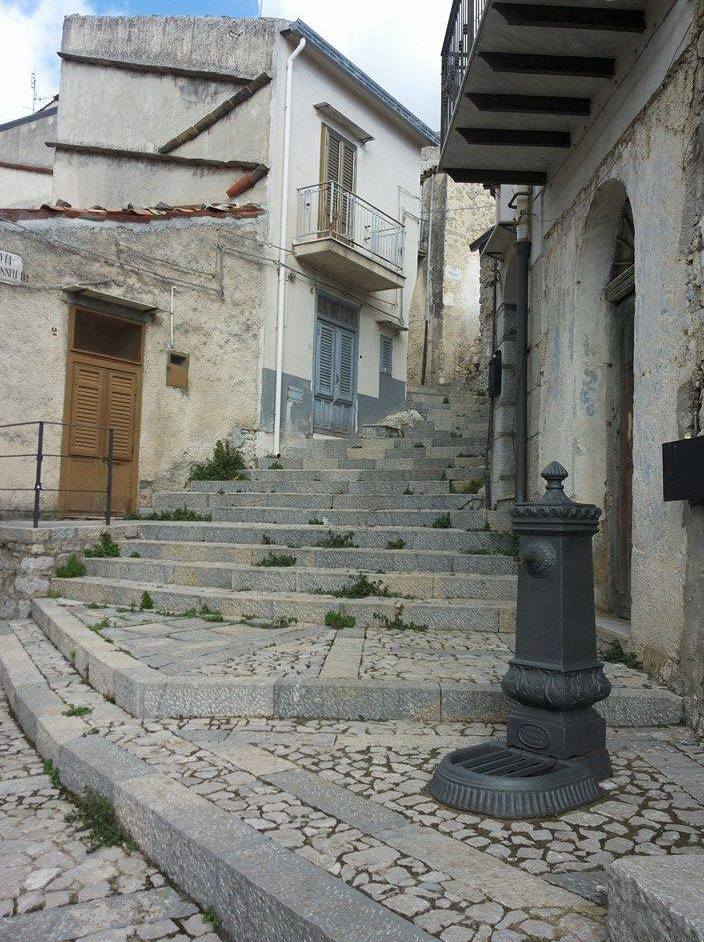
Një gjitonì (un vicinato) a Piana degli Albanesi, in Sicilia

Le "gjitonie" sono la più piccola porzione di tessuto sociale regolata dal mutuo soccorso (tuttavia in quanto rappresenta un fenomeno sociale storicamente complesso ed in quanto essa rappresenta un modello mediterraneo, questa definizione non trova tutti gli appassionati e studiosi unanimi). La particolarità è nella costituzione di piccole case che solitamente sono costruite a semicerchio, affiancando una casa "madre" detta "casa signorile" ed affacciano tutte su di una piazzetta o spiazzo. La gjitonia  è un modello sociale trasversale a ciò che si potrebbe rilevare nel vicinato indigeno. L'impianto sociale, è estraneo all'architettura tipica dei centri italiani. Le varie "gjitonie" sono come dei polmoni immateriali che si gonfiano e si restringono a secondo le esigenze del gruppo familiare allargato ritrovato, da indagini parentali confermate, essa non ha confini fisici per questo e ne nomi identificativi, nei tempi recenti questo ha emigrato dai centri storici favorendo i grandi complessi residenziali.
Le "gjitonie" rappresenta per gli arbëreshë, arberi o arbanon il luogo della radice dell'originario ceppo famigliare allargato, essa si originava all'indomani della crescita del gruppo che non superava mai la ventina di elementi, raggiunto questo numero si spartiva e si ripeteva ogni volta che i gruppi generati raggiungevano il numero della spartizione. il fenomeno per questo generava continuamente la ricerca dell'originario ceppo e per entrarne a fare parte si doveva fornire una serie di elementi di memoria storica che potessero garantire l'originalità della dinastia. per questo la gjitonia è il luogo indefinito entro il quale si avvertono le sonorità la vicinanza di un'identità sparso e che si ritrova per condividere momenti e difficoltà che la vita ci riserva.
Nel caso di Lungro le "gjitonie" e il centro urbano sono state al centro di uno studio storico-urbanistico.

## Aspetto sociale

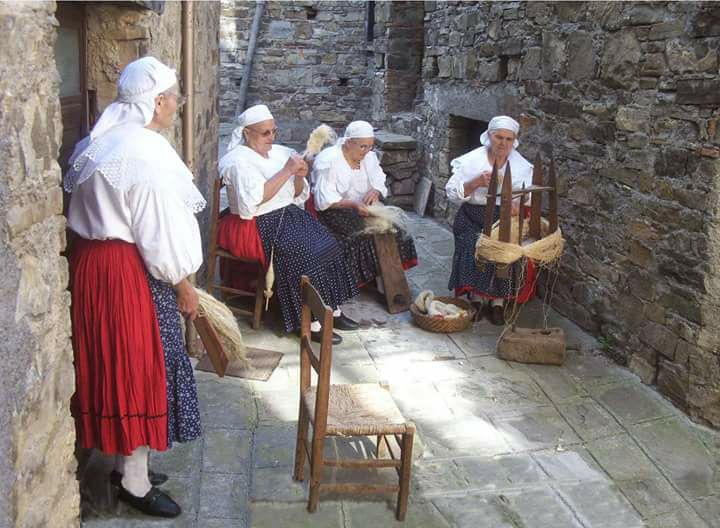
Donne di San Paolo Albanese, Basilicata, lavorando la lana all'aperto nella gjitonia.

L'aspetto sociale della "gjitonia" si rifà principalmente a un vissuto antico e storico dove alla base dei rapporti umani coesistevano valori di ospitalità e solidarietà tra le famiglie del vicinato e dove l'aggregazione veniva vissuta senza differenza di ceti sociali. Principalmente per le comunità italo-albanesi la "gjitonia" è un mondo dove le relazioni erano talmente salde da creare veri e propri rapporti di famiglia tanto che tipica è la frase in arbëreshe "Gjitoni gjirì" ("vinato parentato").
Forse tramandato dagli albanesi d'origine la "gjitonia" è valori del Kanùn (Famiglia, Individuo e Ospitalità) seppur negli anni contaminato e alterato dagli usi e costumi locali. La "gjitonia" è divenuto quindi un luogo di membri dell'originario gruppo familiare allargato e contagio di saperi e aneddoti, dove ci si apprestava ad un "mestiere", ma è anche tuttora un luogo dove si intreccia sacro e profano, ovvero, dove si alternano canti religiosi a fiabe popolari.
Tipicamente le "gjitonie" sono anche il luogo dove vengono accesi i falò votivi per i santi o dove vengono allestite le soste per le processioni religiose; questi eventi vengono curati con la partecipazione di tutto il vicinato unitariamente.
La condivisione dei beni di prima necessità, la partecipazione di tutta la "gjitonia" a lutti e gioie di variegati aspetti sociali più visibili di questo fenomeno che va negli anni scemandosi con lo spopolamento delle comunità arbëreshë. A Lungro, ad esempio, a rendere più marcato il significato di "gjitonia", era solito (ed in qualche caso ancora oggi) riunirsi ricordare e valorizzare le allegorie di vestizione del passato, che oggi sono rievocate in diverse allegorie comuni.

## Tempi moderni
Negli ultimi anni per varie cause quali spopolamento, calo demografico e i dissesti idrogeologici, sono nate un numero considerevole di barriere architettoniche, centri storici non accessibili da automobili ed altre motivazioni, questo fenomeno si sta lentamente spegnendo; tengono acceso questo "lume" gli anziani che continuano con i loro quotidiani riti a mantenere viva la tradizionale, che attecchisce poco nei giovani.
Nel Katundë di San Basile (CS) dal 2010 è attiva, da parte dell'amministrazione comunale, l'iniziativa "Una casa a San Basile" ovvero la vendita di case in pieno centro storico a prezzi modici per favorire il ripopolamento, la vocazione turistica del luogo e "tamponare" la perdita delle "gjitonie" che in questo modo non può essere sostenuta da non residenti, natii.